# Ланденбергер, Христиан

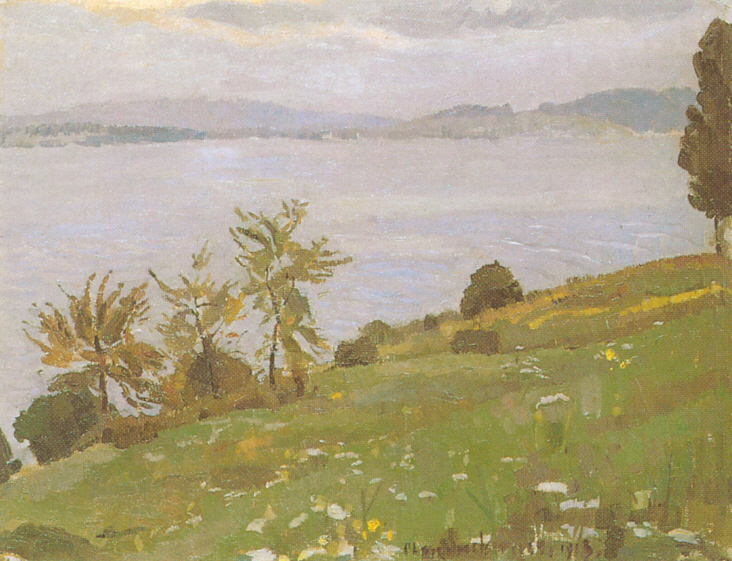
Х. Ланденбергер Берег озера (1913)

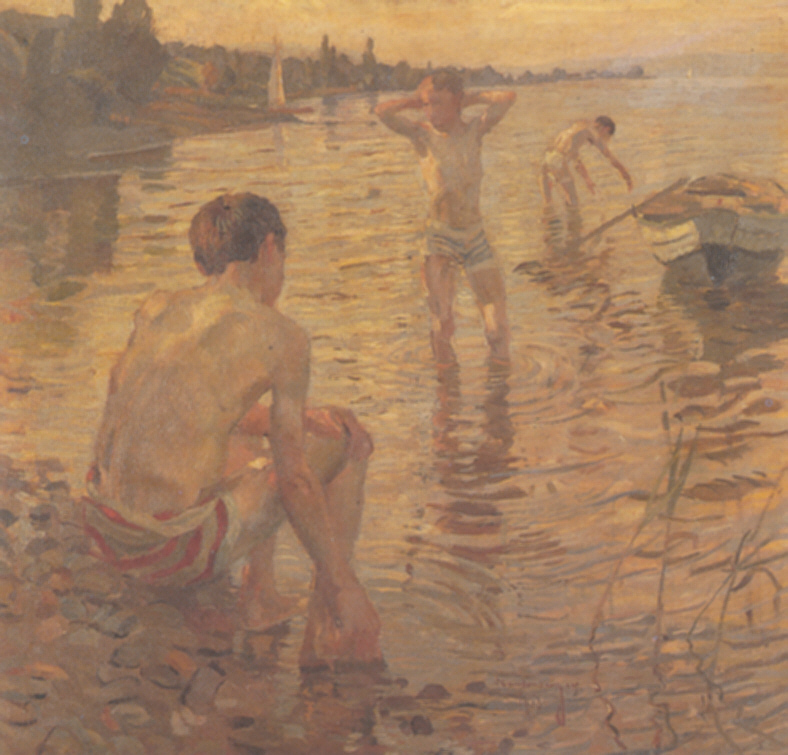
Х. Ланденбергер Купающиеся мальчики из Дингельсдорфа (1913)

Христиан Адам Ланденбергер (нем. Christian Adam Landenberger; 7 апреля 1862, Эбинген, Альбштадт — 13 февраля 1927, Штутгарт) — немецкий художник-импрессионист; особенно известны его пейзажные полотна.

## Жизнь и творчество
Х. Ланденбергер родился в Вюртемберге, в многодетной семье. В 1879 году он поступает в Школу искусств Штутгарта, в 1883—1887 годах учится в мюнхенской Академии искусств. В 1890 году художник впервые выставляет свои картины на Международной экспозиции в Мюнхене. В 1892 он становится одним из основоположников такого художественного движения, Мюнхенский сецессион, и в его рамках постоянно участвует в выставках вплоть до 1916 года.
В 1895 году Х. Ланденбергер открывает частную школу рисунка, в 1899—1905 он преподаёт рисование в Женской академии мюнхенского Союза художниц, в 1905 году — становится профессором технического черчения Штутгартской Академии изящных искусств.
В начале своего творческого пути художник рисует преимущественно в реалистической манере, используя, как правило, тёмные тона. После 1890 года его картины пишутся широкими мазками кисти и становятся более светлыми. Ланденбергер считается одним из предтеч немецкого пленэра. В 1919 году он открывает для себя искусство гравюры и создаёт немало оттисков преимущественно религиозного содержания.

## Ученики
- Вильгельм Гейер
- Герман Штеннер
- Вилли Баумейстер
- Оскар Шлеммер
- Петер Эмиль Рехер

## Избранные работы
- Теперь прощай, ты, тихий дом! (1897),
- Портрет Иоганна Гартмана (1906/07)
- Дама за кофейным столиком (1911),
- Весна (1910/13),
- Портрет Бригитты Гуссман (1916).